# Гёрвиль
Гёрвиль (нем. Görwihl) — община в Германии, в земле Баден-Вюртемберг. 
Подчиняется административному округу Фрайбург. Входит в состав района Вальдсхут.  Население составляет 4343 человека (на 31 декабря 2010 года). Занимает площадь 50,42 км².